# Широкополосая макрель
Широкополосая макрель или австралийская макрель (лат. Scomberomorus semifasciatus) — вид рыб семейства скумбриевых. Обитают в тропических водах восточной части Индийского океана и центрально-западной и юго-западной частях Тихого океана между 7° ю. ш. и 30° ю. ш. и между 112° в. д. и 157° в. д. Океанодромные рыбы, встречаются на глубине до 100 м. Максимальная длина тела 120 см. Являются объектом коммерческого промысла.

## Ареал
Широкополосая макрель обитает у северного побережья Австралии от залива Шарк до юга Нового Южного Уэльса, и у южных берегов Папуа Новая Гвинея. Эти эпипелагические неретические рыбы встречаются у прибрежных мысов и скалистых рифов на глубине до 100 м. Они терпимы к пониженной солёности воды и попадаются в местах впадения рек в море. 

## Описание
У широкополосых макрелей удлинённое веретеновидное тело, тонкий хвостовой стебель с простым килем. Зубы ножевидной формы. Голова короткая. Длина рыла короче оставшейся длины головы. Имеются сошниковые и нёбные зубы. Верхнечелюстная кость не спрятана под предглазничную. 2 спинных плавника разделены небольшим промежутком. Боковая линия слегка изгибается по направлению к хвостовому стеблю. Брюшной межплавниковый отросток маленький и раздвоенный. Зубы на языке отсутствуют. Тело покрыто мелкой чешуёй. Количество жаберных тычинок на первой жаберной дуге 6—13. Позвонков 44—46. В первом спинном плавнике 13—15 колючих лучей, во втором спинном 19—22 и в анальном плавнике 19—22 мягких луча. Позади второго спинного и анального плавников пролегает ряд из 8—10 и 7—10 более мелких плавничков, помогающих избегать образования водоворотов при быстром движении. Плавательный пузырь отсутствует. Тело молодых особей длиной до 10 см покрывают 12—20 широких полос тёмно-серого цвета, расположенных над боковой линией. С возрастом их количество увеличивается. Щёки и живот серебристые. Рыло синевато-серое. Над глазами имеются области зелёного цвета. Передняя половина первого спинного плавника окрашена в чёрный цвет, остальная часть белая.  Второй спинной плавник кремовый с жёлтым передним краем. Анальный плавник и мелкие плавнички прозрачно-белые. Грудные плавники темноватые. С увеличением размеров окраска спины меняется с бронзово-зелёной на зелёно-синюю. Вертикальные полосы на спине сильнее всего заметны у особей менее 50 см, а у крупных макрелей они становятся прерывистыми и бледнеют. Крупные мёртвые рыбы окрашены в тусклый серо-жёлтый цвет без отметин. Максимальная зарегистрированная длина 120 см, масса — 10 кг, в среднем масса не превышает 1,3—2,7 кг.

## Биология
Пелагическая неретическая стайная рыба. Самцы и самки достигают половой зрелости при длине тела 67,45 см и 81 смПродолжительность жизни оценивается в 12 лет. Молодь длиной 4,5—10 см обычно попадается вдоль берегов Квинсленда в ноябре. К январю рыбы вырастают в 2 раза. Широкополосые макрели охотятся на небольших рыб, таких как сардины и сельди.

## Взаимодействие с человеком
Широкополосую макрель промышляют тралами, жаберными сетями, перемётами и методом троллинга с наживкой. Мясо поступает на рынок в свежем и замороженом виде. Его жарят, отваривают и запекают. Международный союз охраны природы присвоил виду охранный статус «Близкий к уязвимому положению».